# Bisdom Punto Fijo
Het bisdom Punto Fijo (Latijn: Dioecesis Punctifixensis) is een rooms-katholiek bisdom met als zetel Punto Fijo, in Venezuela. Het bisdom is suffragaan aan het aartsbisdom Coro. 

## Geschiedenis
Het bisdom werd opgericht op 12 juli 1997, uit delen van het bisdom Coro, en was suffragaan aan het aartsbisdom Maracaibo. Op 23 november 1998 werd het suffragaan aan het nieuw verheven aartsbisdom Coro. 

## Parochies
Het bisdom had in 2021 een oppervlakte van 3.405 km2 en telde 341.000 inwoners waarvan 92,6% rooms-katholiek was.

## Bisschoppen
- Juan María Leonardi Villasmil (12 juli 1997 - 7 juni 2014)
  - Roberto Lückert León (apostolisch administrator: 18 februari 2014 - 14 augustus 2016)
- Carlos Alfredo Cabezas Mendoza (4 juni 2016 - 8 december 2022)
- Luis Enrique Rojas Ruiz (12 juli 2023 - heden)

## Galerij van afbeeldingen

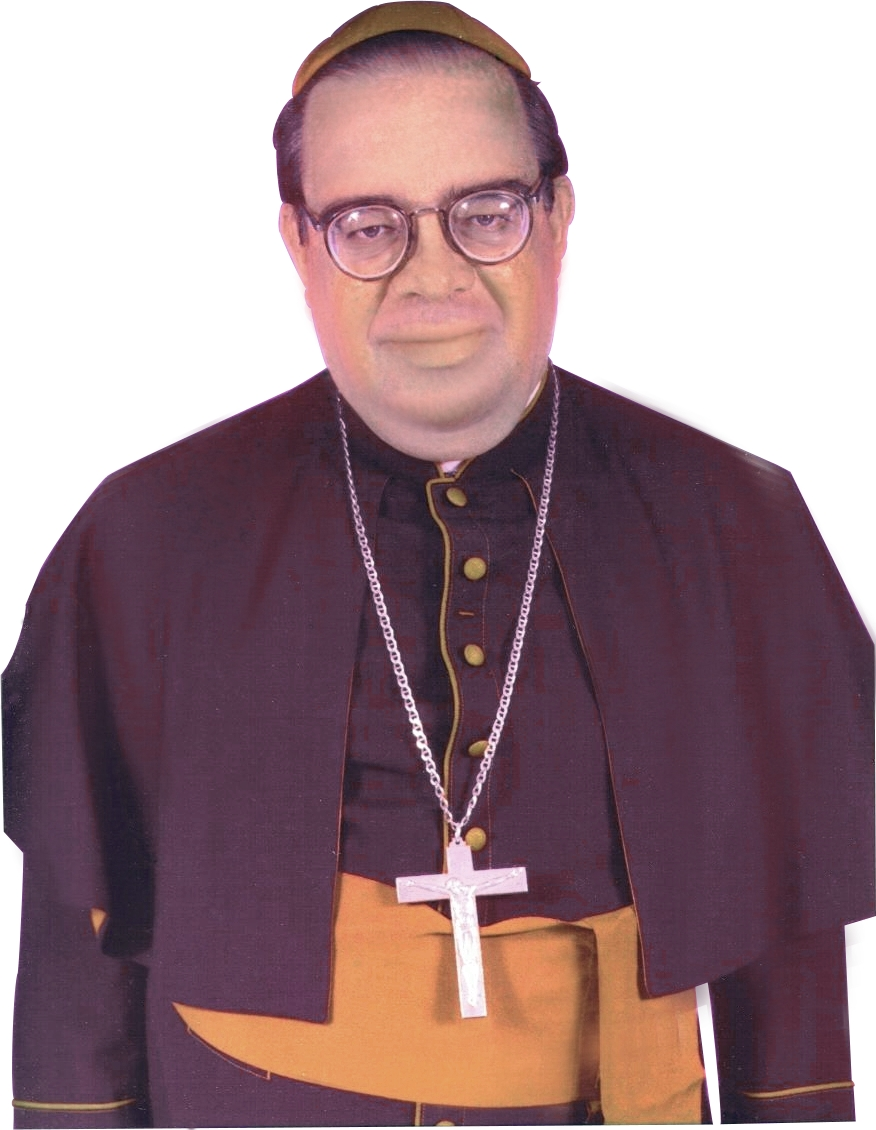
Bisschop Juan María Leonardi Villasmil (1997-2014)

Coro (aartsbisdom) · Punto Fijo